# Đồng Văn, Tân Kỳ
Đồng Văn là một xã thuộc huyện Tân Kỳ, tỉnh Nghệ An, Việt Nam.
Xã Đồng Văn có diện tích 83,47 km², dân số năm 1999 là 10543 người, mật độ dân số đạt 126 người/km².